# Handelsministerium der Republik Litauen
Das Handelsministerium der Republik Litauen (lit. Lietuvos Respublikos prekybos ministerija) war ein Handelsministerium in Litauen.
Es entstand aus dem sowjetlitauischen Ministerium für Handel (Lietuvos TSR prekybos ministerija) aufgrund der Regierungsverordnung vom 30. November 1990. Das Handelsministerium wurde am 9. Oktober 1991  aufgelöst, es ging im Wirtschaftsministerium Litauens auf.

## Minister
- 1990–1991: Albertas Sinevičius (* 1943)
- 02/1991–07/1992: Vilius Židonis, Minister für Handel und Materialressourcen
- 07/1992–08/1992: Romualdas Ramoška, Minister für Handel und Materialressourcen (kommissarisch)

## Vizeminister
- 1988–1992: Vytautas Gricius (* 1948)
- 1990–1991: Vaclovas Žilinskas, Volkswirt
- 1990–1991: Danius Rumskas
- 1991: Česlovas Balsys